# Хризомиаз
Хризомиаз (Chrysomyiasis) — злокачественный миаз, вызванный паразитированием Chrysomyia (Pycnosoma) bezziana.

## Этиология
Chrysomyia bezziana (сем. Calliphoridae, отр. Diptera) распространена  в Азии, тропической Африке, Индии, Папуа-Новой Гвинее и вызывает злокачественный облигатный миаз. 
Помимо человека, Chrysomyia bezziana вызывает миазы у домашнего скота.
Эти мухи могут заносить на раны болезнетворных микробов.
Другие виды рода, Chrysomya megacephala,  Chrysomya albiceps, Chrysomya rufifacies также могут вызывать миаз.

## Клиническая картина
Личинки C. bezziana вызывают облигатный миаз. Заражение обычно в тропических странах, особенно в Индии. Личинки обычно локализуются в полости носа (в 81% случаев, см. назальный миаз), уха (в 11%, см. отомиаз), в ранах (5%), лица (1%) (см. Кожный миаз), дёснах, нёбе и серозных полостях (1%, см. оральный миаз). Мочеполовая локализация редка, и ей способствуют гинекологические болезни.
Личинки могут вызывать уринарный и вагинальный миаз, миаз перигенитальной области.
Известны случаи офтальмомиаза, вызванного Chrysomyia bezziana.
Личинки могут паразитировать в полости среднего уха в количестве 45 шт.
Инвазии способствуют тяжёлые заболевания, например язвы кожи при филяриатозах, кожные болезни. В коже личинки могут разрушать ткани, влиять на более глубокие структуры, в том числе поперечнополосатые мышцы, и даже кости, вызывая серьёзные разрушения этих тканей. 
При кожной локализации, которой способствует рана, поражённое место опухает, возникают язвы, из которых могут выползать многочисленные белые личинки, выделяется кровь и гной. 

## Лечение
Лечение заключается в удалении личинок, промывке раны, приёме антибиотиков.